# Dampierre (Jura)
Dampierre – miejscowość i gmina we Francji, w regionie Burgundia-Franche-Comté, w departamencie Jura. W 2013 roku populacja ówczesnej gminy wynosiła 1188 mieszkańców. 
Dnia 1 stycznia 2019 roku połączono dwie wcześniejsze gminy: Le Petit-Mercey oraz Dampierre. Siedzibą gminy została miejscowość Dampierre, a nowa gmina przyjęła jej nazwę. 